# 矮獐牙菜
矮獐牙菜（学名：Swertia handeliana）为龙胆科獐牙菜属下的一个种。

## 扩展阅读
- 維基物種上的相關：矮獐牙菜